# Bletia adenocarpa
Bletia adenocarpa är en orkidéart som beskrevs av Heinrich Gustav Reichenbach. Bletia adenocarpa ingår i släktet Bletia och familjen orkidéer. Inga underarter finns listade i Catalogue of Life.